# ميغ جونسون (شاعرة)
ميغ جونسون (بالإنجليزية: Meg Johnson)‏ شاعرة ومحاضرة أمريكية. نشرت قصائدها في العديد من المجلات الأدبية، بضمنها ميدوسترن كوثك، مجلة سليبستريم، وورد ريوت، هوبارت، وغيرها.
ديوانها الأول، منام غير ملائم، نشر في عام 2014. ديوانها الثاني جرائم كلارا ترلينجتون نشر في الشهر التاسع من سنة 2015. وهي حاليا محررة في مجلة القاعة الشعرية.

## بداية حياتها ودراستها
جونسون ولدت وترعرعت في أيمز، آيوا. كانت تحب الرقص وهي طفلة وكتبت قصائد في الثانوية. وكانت فردا من فريق الرقص في جامعة ولاية آيوا وقسم الرقص في الثانوية ولاحقا درست الرقص في كلية كولومبيا-شيكاغو وفي جامعة آيوا.
جونسون غادرت الكلية مبكرا لكي تحترف في الرقص. لقد أصبحت جونسون بالفعل من الراقصين الأساسيين في شركة كانبوي للرقص، تتواجد الشركة في مركز العرض للفنون في ماديسون، ويسكونسن. أثناء سنتها السادسة في كانبوي، جونسون عادت للمدرسة، لكي تهتم بكلية ماديسون وكلية إدجويد. هناك، كانت متحمسة لكي تبدء دراسة الكتابة. ارتادت جامعة اكرون حيث دخلت وأكملت شهادة الماجستير في الفنون الجميلة من برنامج شمال شرق أوهايو (NEOMFA) في كتابة رائعة في 2014.

## المشوار المهني، المهنة
كراقصة في شركة كانبوي للرقص، جونسون أخذت أدوارا متعددة وصممت رقصاتها الخاصة. لقد أصبحت من الراقصين الأساسيين في شركة ميدوَي من خلال منصبها فيها. لقد عملت أيضا كمُدرِّسة رقص في مدرسة كانبوي للرقص المعاصر والرقص الشعبي.
جونسون بدأت بتقديم قصائدها إلى المجلات الأدبية في عام 2009 ونشرت أول قصيدة لها عام 2009 في مجلة سليبستريم. في وقت مبكر من العام 2010، أكملت جونسون عملها ككاتبة في قراءة الشعر في منطقة ميديسون. قصائدها التي لاقت قبولا عند نشرها في مجلات مثل مجلة سليبستريم، شعر أبله، مجلة ساحل المحيط الهادئ، ومجلة إدجويد.
في عام 2011 بدأت جونسون العمل كأستاذة مساعدة في جامعة أكرون في المكان الذي درست فيه الشعر. كذلك عملت كمحررة في مجلة روبيرتوب.
أصبحت جونسون حاصلة على شهادة الماجستير في الفنون الجميلة من برنامج شمال شرق أوهايو ومحررة في جامعة أكرون في نفس العام.
في نهاية عام 2012 ظهر شعرها في مجلات مثل ميدوستيرن كوثك، سوفتبلو، مجلة روفيس سيتي، ويكيد أليس، سموكنك غلو غان والعديد غيرهن.
تُبُنيت أطروحة جونسون المبتكرة لبرنامج شمال شرق أوهايو من قبل المجلة العالمية للشعر في عام 2013.
ديوانها، منام غير ملائم، الذي صدر في 2014. بعد إنهاء برنامج شمال شرق أوهايو لماجستير الفنون الجميلة، جونسون أرادت أن تصبح أديبة في الإنجليزية في جامعة آيوا.
كتابها الثاني، جريمة كلارا ترلينجتون، صدر في الشهر الثاني عشر من سنة 2015 من خلال مجلة فين ليفس الأدبية. جونسون أيضا محررة في مجلة القاعة الشعرية.

## أسلوب الكتابة
كتابات جونسون أغلبها شعر حر ومواضيعها عن الأنوثة وكيفية جعل أجساد الإناث سلعة تباع وتشترى. لقد وصفت كتابات جونسون على حدٍ سواء بالركيكة وغير الحصينة لأنها تناقش وتنتقد المعيار الثقافي الأمريكي والتوقعات المجتمعية للمرأة. قصائدها أصبحت مراجع حضارية شعبية متواترة وأظهرت فيها شخصيات مثل مارلين مونرو، بيتي بوب، جستن بيبر، وفيكتوريا سيكريت. وقد صرحت جونسون انها تستلهم شعرها من كورليسكوي مثل تشيلسي مينمس وماري بيدنجر.

## تقديراتها والجوائز التي حصلت عليها
حصلت جونسون على جائزة فيجنيت كولكشن عام 2015 من المجلة الأدبية فين ليفز لديوانها، جريمة كلارا ترلينجتون. جاءت الجائزة مع نشر لديوانها ومبلغ من المال. ديوانها، منام غير ملائم، رشح أيضا لجائزة مجلة الشعر الوطني برس روسو للآداب. قصيدتها «نماذج مجانية» رشحت لأفضل ما نشر في عام 2010.

## الأعمال
- منام غير ملائم (2014، مجلة الشعر الوطني)
- جرائم كلارا ترلينجتون (2015، المجلة الأدبية فين ليفس)